# Leichtathletik-Hallenasienmeisterschaften 2012
Die 5. Leichtathletik-Hallenasienmeisterschaften fanden zwischen dem 18. und 19. Februar 2012 in der chinesischen Stadt Hangzhou statt.
Hangzhou war damit der erste chinesische Austragungsort dieser Veranstaltung.

## Ergebnisse Männer

### 60 m
| Platz | Athlet            | Land | Zeit (s) |
| ----- | ----------------- | ---- | -------- |
| 1     | Reza Ghasemi      | IRI  | 6,68     |
| 2     | Lai Chun Ho       | HKG  | 6,78     |
| 3     | Hassan Heidarpour | IRI  | 6,78     |
| 4     | Gary Yeo Foo Ee   | SGP  | 6,87     |
| 5     | Zhang Peimeng     | CHN  | 6,87     |
| 6     | Liang Jiahong     | CHN  | 7,00     |

Finale: 19. Februar

### 400 m
| Platz | Athlet        | Land | Zeit (s) |
| ----- | ------------- | ---- | -------- |
| 1     | Reza Bouazar  | IRI  | 48,09    |
| 2     | Chang Pengben | CHN  | 48,47    |
| 3     | Amin Ghelichi | IRI  | 48,64    |
| 4     | Chi Yanan     | CHN  | 48,74    |
| 5     | Sergei Saikow | KAZ  | 48,97    |
| 6     | Zhang Yunpeng | CHN  | 49,55    |

Finale: 18. Februar

### 800 m
| Platz | Athlet            | Land | Zeit (min)     |
| ----- | ----------------- | ---- | -------------- |
| 1     | Mohammad al-Azemi | KUW  | 1:47,37 CR NIR |
| 2     | Adnan Taess Akkar | IRQ  | 1:49,42 NIR    |
| 3     | Yang Xiaofei      | CHN  | 1:50,32        |
| 4     | Teng Haining      | CHN  | 1:51,05        |
| 5     | Omar al-Rasheedi  | KUW  | 1:53,07        |
| 6     | Yin Xiaolong      | CHN  | 1:57,65        |

19. Februar

### 1500 m
| Platz | Athlet                   | Land | Zeit (min) |
| ----- | ------------------------ | ---- | ---------- |
| 1     | Mohamad al-Garni         | QAT  | 3:58,04    |
| 2     | Omar al-Rasheedi         | KUW  | 3:59,83    |
| 3     | Ranjan Kuttanda Kariappa | IND  | 4:00,03    |
| 4     | Zhang Haikun             | CHN  | 4:00,90    |
| 5     | Ravindra Singh Rautela   | IND  | 4:01,43    |
| 6     | Jiang Bing               | CHN  | 4:01,49    |
| 7     | Yu Yang                  | CHN  | 4:01,77    |
|       | Mohammed Shaween         | KSA  | DOP        |

Dem ursprünglichen Sieger Shaween aus Saudi-Arabien wurde die Goldmedaille wegen eines Dopingvergehens im Nachhinein aberkannt.
18. Februar

### 3000 m
| Platz | Athlet           | Land | Zeit (min)  |
| ----- | ---------------- | ---- | ----------- |
| 1     | Bilisuma Shugi   | BHR  | 7:43,88     |
| 2     | Mohamad al-Garni | QAT  | 7:46,17     |
| 3     | Alemu Bekele     | BHR  | 7:48,04     |
| 4     | Artjom Kossinow  | KAZ  | 8:02,36     |
| 5     | Yang Tao         | CHN  | 8:11,41     |
| 6     | Yang Le          | CHN  | 8:14,99     |
| 7     | Erschan Askarow  | KGZ  | 8:43,69     |
| 8     | Boldoo Odbayar   | MNG  | 8:52,83 NIR |

19. Februar

### 60 m Hürden
| Platz | Athlet               | Land | Zeit (s) |
| ----- | -------------------- | ---- | -------- |
| 1     | Jiang Fan            | CHN  | 7,74 CR  |
| 2     | Abdulaziz al-Mandeel | KUW  | 7,82     |
| 3     | Ji Wei               | CHN  | 7,85     |
| 4     | Yin Jing             | CHN  | 7,95     |
| 5     | Rouhollah Askari     | IRI  | 8,01     |
| 6     | Ko Wen-ting          | TPE  | 8,23     |

Finale: 18. Februar

### Hochsprung
| Platz | Athlet                      | Land | Höhe (m)   |
| ----- | --------------------------- | ---- | ---------- |
| 1     | Mutaz Essa Barshim          | QAT  | 2,37 CR AR |
| 2     | Zhang Guowei                | CHN  | 2,28       |
| 3     | Majd Eddin Ghazal           | SYR  | 2,24 NIR   |
| 4     | Wang Yu                     | CHN  | 2,15       |
| 5     | Thomas Chenapparambil Jitin | IND  | 2,15       |
| 6     | Muamafa Barsham             | QAT  | 2,10       |
| 7     | Lam Ho Fung                 | HKG  | 2,05       |
|       | Ebrahim al-Enezi            | KUW  | NM         |

19. Februar

### Stabhochsprung
| Platz           | Athlet         | Land | Höche (m) |
| --------------- | -------------- | ---- | --------- |
| 1               | Yang Yansheng  | CHN  | 5,50      |
| 2               | Zhang Wei      | CHN  | 5,40      |
| 3               | Junya Nagata   | JPN  | 5,30      |
| 4               | Mohsen Rabbani | IRI  | 5,00      |
| 5               | Xie Xing       | CHN  | 5,00      |
|                 | Bineesh Jacob  | IND  | NM        |
| Naoya Kawaguchi | JPN            | NM   |           |
| Jin Min-sub     | KOR            | NM   |           |

18. Februar

### Weitsprung
| Platz | Athlet               | Land | Weite (m) |
| ----- | -------------------- | ---- | --------- |
| 1     | Li Jinzhe            | CHN  | 7,98      |
| 2     | Rikiya Saruyama      | JPN  | 7,63      |
| 3     | Kumaravel Premkumar  | IND  | 7,62 NIR  |
| 4     | Lin Qing             | CHN  | 7,62      |
| 5     | Zhang Xiaoyi         | CHN  | 7,61      |
| 6     | Konstantin Safronow  | KAZ  | 7,57      |
| 7     | Yōhei Sugai          | JPN  | 7,54      |
| 8     | Supanara Sukhasvasti | THA  | 7,47      |

18. Februar

### Dreisprung
| Platz | Athlet        | Land | Weite (m)     |
| ----- | ------------- | ---- | ------------- |
| 1     | Dong Bin      | CHN  | 17,01 CR =NIR |
| 2     | Cao Shuo      | CHN  | 17,01 CR =NIR |
| 3     | Li Yanxi      | CHN  | 16,23         |
| 4     | Roman Walijew | KAZ  | 16,22         |
| 5     | Stefan Tseng  | SGP  | 14,76         |

19. Februar

### Kugelstoßen
| Platz | Athlet                    | Land | Weite (m) |
| ----- | ------------------------- | ---- | --------- |
| 1     | Zhang Jun                 | CHN  | 19,78 CR  |
| 2     | Wang Guangfu              | CHN  | 19,40     |
| 3     | Wang Like                 | CHN  | 19,09     |
| 4     | Ahmad Gholoum             | KUW  | 19,08 NIR |
| 5     | Mohammad Hossen Eskandari | IRI  | 17,88     |
| 6     | Iwan Iwanow               | KAZ  | 17,74     |
| 7     | Tejen Hommadow            | TKM  | 15,81 NIR |

19. Februar

### Siebenkampf
| Platz | Athlet          | Land | Punkte     |
| ----- | --------------- | ---- | ---------- |
| 1     | Dmitri Karpow   | KAZ  | 5928 CR SB |
| 2     | Keisuke Ushiro  | JPN  | 5590       |
| 3     | Hiromasa Tanaka | JPN  | 5033       |
| 4     | P. J. Vinod     | IND  | 4907       |

Finale: 19. Februar

## Ergebnisse Frauen

### 60 m
| Platz | Athletin           | Land | Zeit (s) |
| ----- | ------------------ | ---- | -------- |
| 1     | Wei Yongli         | CHN  | 7,37     |
| 2     | Tao Yujia          | CHN  | 7,40     |
| 3     | Wiktorija Sjabkina | KAZ  | 7,44     |
| 4     | Olga Bludowa       | KAZ  | 7,49     |
| 5     | Liao Ching-hsien   | TPE  | 7,63     |
| 6     | Jiang Shan         | CHN  | 7,70     |

Finale: 19. Februar

### 400 m
| Platz | Athletin         | Land | Zeit (s)  |
| ----- | ---------------- | ---- | --------- |
| 1     | Maryam Tousi     | IRI  | 53,85 NIR |
| 2     | Chen Jingwen     | CHN  | 54,17     |
| 3     | Tang Xiaoyin     | CHN  | 55,06     |
| 4     | Alexandra Kusina | KAZ  | 55,96     |
| 5     | Cheng Chong      | CHN  | 56,16     |
| 6     | Natalija Tukowa  | KAZ  | 56,94     |

Finale: 18. Februar

### 800 m
| Platz | Athletin          | Land | Zeit (min) |
| ----- | ----------------- | ---- | ---------- |
| 1     | Zhao Jing         | CHN  | 2:04,15    |
| 2     | Genzeb Shumi      | BHR  | 2:05,96    |
| 3     | Song Tingting     | CHN  | 2:11,32    |
| 4     | Pratima Tudu      | IND  | 2:13,42    |
| 5     | Aster Tesfaye     | BHR  | 2:15,23 PB |
| 6     | Leong Ka Man      | MAC  | 2:21,92 NR |
| 7     | Toly Phengphalane | CAM  | 2:34,74    |
|       | Mart Dashvandan   | MNG  | DNS        |

19. Februar

### 1500 m
| Platz | Athletin            | Land | Zeit (min) |
| ----- | ------------------- | ---- | ---------- |
| 1     | Genzeb Shumi        | BHR  | 4:15,85    |
| 2     | Betlhem Desalegn    | VAE  | 4:16,97 NR |
| 3     | Liu Fang            | CHN  | 4:18,32    |
| 4     | Xu Qiuzi            | CHN  | 4:19,98    |
| 5     | Zhang Jie           | CHN  | 4:20,74    |
| 6     | Bindu Simon Rajam   | IND  | 4:20,92 PB |
| 7     | Aster Tesfaye       | BHR  | 4:26,12 PB |
| 8     | Alia Saeed Mohammed | VAE  | 4:28,32    |

18. Februar

### 3000 m
| Platz | Athletin            | Land | Zeit (min)     |
| ----- | ------------------- | ---- | -------------- |
| 1     | Shitaye Eshete      | BHR  | 8:49,27 CR NIR |
| 2     | Betlhem Desalegn    | VAE  | 8:53,56 NIR    |
| 3     | Tejitu Daba         | BHR  | 8:53,75        |
| 4     | Alia Saeed Mohammed | VAE  | 9:01,03        |
| 5     | Fu Tinglian         | CHN  | 9:06,23        |
| 6     | Jin Yuan            | CHN  | 9:07,09        |
| 7     | Li Zhenzhu          | CHN  | 9:07,62        |
| 8     | Suriya Loganathan   | IND  | 9:09,81 NIR    |

19. Februar

### 60 m Hürden
| Platz | Athletin              | Land | Zeit (s) |
| ----- | --------------------- | ---- | -------- |
| 1     | Wu Shuijiao           | CHN  | 8,24 CR  |
| 2     | Natalja Iwoninskaja   | KAZ  | 8,29     |
| 3     | Sun Yawei             | CHN  | 8,35     |
| 4     | Zhang Rong            | CHN  | 8,46     |
| 5     | Anastassija Soprunowa | MAS  | 8,47     |
| 6     | Anchu Mamachan        | IND  | 8,48     |

Finale: 18. Februar

### 4 × 400-m-Staffel
| Platz | Land                | Athletinnen                                                                 | Zeit (s)    |
| ----- | ------------------- | --------------------------------------------------------------------------- | ----------- |
| 1     | Volksrepublik China | Chen Yanmei Tang Xiaoyin Cheng Chong Chen Jingwen                           | 3:40,34     |
| 2     | Kasachstan          | Natalja Tukowa Jekaterina Jermak Margarita Kudinowa Alexandra Kusina        | 3:44,85     |
| 3     | Kirgisistan         | Olessja Korowina Anna Bulanowa Xenia Kadkina Julija Chodykina               | 3:56,11 NIR |
| 4     | Mongolei            | Batgereliin Möngöntuyaa Mart Dashvandan Solongo Batbold Tungalag Battsengel | 4:02,16     |

19. Februar

### Hochsprung
| Platz | Athletin           | Land | Höhe (m) |
| ----- | ------------------ | ---- | -------- |
| 1     | Zheng Xingjuan     | CHN  | 1,92     |
| 2     | Wang Yang          | CHN  | 1,88     |
| 3     | Dương Thị Việt Anh | VIE  | 1,84     |
| 4     | Chen Yanjun        | CHN  | 1,80     |
| 4     | Sahana Kumari      | IND  | 1,80     |
| 6     | Miyuki Fukumoto    | JPN  | 1,75     |
| 7     | Wu Meng-chia       | TPE  | 1,70     |

18. Februar

### Stabhochsprung
| Platz | Athletin            | Land | Höche (m)  |
| ----- | ------------------- | ---- | ---------- |
| 1     | Li Ling             | CHN  | 4,50 CR AR |
| 2     | Choi Yun-hee        | KOR  | 4,30 NIR   |
| 3     | Megumi Nakada       | JPN  | 4,15       |
| 4     | Xu Huiqin           | CHN  | 4,15       |
| 5     | Tatjana Turkowa     | KAZ  | 4,00       |
| 6     | Li Caixia           | CHN  | 3,80       |
| 6     | Miho Imano          | JPN  | 3,80       |
|       | Riezel Buenaventura | PHI  | NM         |

19. Februar

### Weitsprung
| Platz | Athletin              | Land | Weite (m) |
| ----- | --------------------- | ---- | --------- |
| 1     | Lu Minjia             | CHN  | 6,33      |
| 2     | Anastassija Kudinowa  | KAZ  | 6,23      |
| 3     | Wang Wupin            | CHN  | 6,22      |
| 4     | Ljudmila Grankowskaja | KAZ  | 5,95      |
| 5     | Liu Xiao              | CHN  | 5,70      |
| 6     | Cheung Lai Yee        | HKG  | 5,52      |
| 7     | Tse Mang Chi          | HKG  | 5,17      |
| 8     | Anna Bulanowa         | KGZ  | 4,94      |

18. Februar

### Dreisprung
| Platz | Athletin              | Land | Weite (m) |
| ----- | --------------------- | ---- | --------- |
| 1     | Xie Limei             | CHN  | 14,06     |
| 2     | Li Yanmei             | CHN  | 13,73     |
| 3     | Ljudmila Grankowskaja | KAZ  | 13,22     |
| 4     | Jekaterina Ektowa     | KAZ  | 13,05     |
| 5     | Waka Maeda            | JPN  | 12,77     |
| 6     | Tse Mang Chi          | HKG  | 12,15     |
| 7     | Cheung Lai Yee        | HKG  | 12,01     |

18. Februar

### Kugelstoßen
| Platz | Athletin      | Land | Weite (m) |
| ----- | ------------- | ---- | --------- |
| 1     | Liu Xiangrong | CHN  | 18,37 CR  |
| 2     | Leila Rajabi  | IRI  | 17,51     |
| 3     | Meng Qianqian | CHN  | 16,13     |
| 4     | Li Wen-hua    | TPE  | 13,80     |

18. Februar

### Fünfkampf
| Platz | Athletin           | Land | Punkte   |
| ----- | ------------------ | ---- | -------- |
| 1     | Irina Karpowa      | KAZ  | 4050     |
| 2     | Dương Thị Việt Anh | VIE  | 3812 NIR |
| 3     | Sepideh Tavakoli   | IRI  | 3775     |
| 4     | Chu Chia-ling      | TPE  | 3586     |
| 5     | Niksy Joseph       | IND  | 3486     |
| 6     | Navpreet Kaur      | IND  | 3434     |

19. Februar

## Abkürzungen
| - WR = Weltrekord - WJR = Juniorenweltrekord - OR = olympischer Rekord - YOR = olympischer Jugendrekord - AR = Kontinentalrekord - AJR = Juniorenkontinentalrekord - NR = nationaler Rekord - NJR = nationaler Juniorenrekord - CR = Meisterschaftsrekord - MR = Veranstaltungsrekord | - WB = Weltbestleistung - WJB = Juniorenweltbestleistung - WYB = Jugendweltbestleistung - AB = Kontinentbestleistung - AJB = Juniorenkontinentalbestleistung - AYB = Jugendkontinentalbestleistung - NB = nationale Bestleistung - NJB = nationale Juniorenbestleistung - NYB = nationale Jugendbestleistung | - PB = persönliche Bestleistung - SB = persönliche Saisonbestleistung - QB = Qualifikationsbestleistung - WL = Weltjahresbestleistung - WJL = Juniorenweltjahresbestleistung - WYL = Jugendweltjahresbestleistung - DSQ = disqualifiziert (engl. Disqualified) - DNS = Wettkampf nicht angetreten (engl. Did Not Start) - DNF = Wettkampf nicht beendet (engl. Did Not Finish) |

## Medaillenspiegel
| Medaillenspiegel | Medaillenspiegel             | Medaillenspiegel | Medaillenspiegel | Medaillenspiegel | Medaillenspiegel |
| Platz            | Land                         | Gold             | Silber           | Bronze           | Gesamt           |
| ---------------- | ---------------------------- | ---------------- | ---------------- | ---------------- | ---------------- |
| 01               | Volksrepublik China          | 14               | 9                | 10               | 33               |
| 02               | Iran                         | 3                | 1                | 3                | 7                |
| 03               | Bahrain                      | 3                | 1                | 2                | 6                |
| 04               | Kasachstan                   | 2                | 3                | 2                | 7                |
| 05               | Katar                        | 1                | 2                | 0                | 3                |
| 06               | Kuwait                       | 1                | 1                | 1                | 3                |
| 07               | Saudi-Arabien                | 1                | 0                | 0                | 1                |
| 08               | Japan                        | 0                | 2                | 3                | 5                |
| 09               | Vereinigte Arabische Emirate | 0                | 2                | 0                | 2                |
| 10               | Vietnam                      | 0                | 1                | 1                | 2                |
| 11               | Hongkong                     | 0                | 1                | 0                | 1                |
| 11               | Irak                         | 0                | 1                | 0                | 1                |
| 11               | Südkorea                     | 0                | 1                | 0                | 1                |
| 14               | Indien                       | 0                | 0                | 1                | 1                |
| 14               | Kirgisistan                  | 0                | 0                | 1                | 1                |
| 14               | Syrien                       | 0                | 0                | 1                | 1                |
| Gesamt           | Gesamt                       | 25               | 25               | 25               | 75               |